# Ilva Torrese 1945-1946
Questa voce raccoglie le informazioni riguardanti l'Ilva Torrese nelle competizioni ufficiali della stagione 1945-1946.

## Stagione
La stagione 1945-1946 fu la 24ª stagione sportiva del Savoia, la 1ª con il nome di Torrese.
Serie C 1945-1946: 4º posto

## Divise
| Manica sinistra · Maglietta · Manica destra · Pantaloncini · Calzettoni |

## Organigramma societario
Area direttiva
- Presidente:  Pietro Imbornone

Area tecnica
- Allenatore:  Dario Compiani

## Rosa
| N. |                   | Ruolo | Calciatore          |
| -- | ----------------- | ----- | ------------------- |
|    | Italia (bandiera) | P     | Enzo Bresciani      |
|    | Italia (bandiera) | P     | Alfonso Ricciardi   |
|    | Italia (bandiera) | D     | Sergio Ancillotti   |
|    | Italia (bandiera) | C     | Rudi Abele Compiani |
|    | Italia (bandiera) | C     | Giacomo Busiello    |
|    | Italia (bandiera) | C     | Raffaele D'Errico   |
|    | Italia (bandiera) | C     | Guido Mazzetti      |
|    | Italia (bandiera) | C     | Giulio Negri        |
|    | Italia (bandiera) | A     | Giovanni Capaldo    |
|    | Italia (bandiera) | A     | Ercole Castaldo     |

| N. |                   | Ruolo | Calciatore      |
| -- | ----------------- | ----- | --------------- |
|    | Italia (bandiera) |       | Giuseppe Basile |
|    | Italia (bandiera) |       | Andrea Calafati |
|    | Italia (bandiera) |       | Luigi Caso      |
|    | Italia (bandiera) |       | Guido Del Rosso |
|    | Italia (bandiera) |       | Mario Fumai     |
|    | Italia (bandiera) |       | Jannucci        |
|    | Italia (bandiera) | C     | Sergio Marcer   |
|    | Italia (bandiera) | A     | Pietro Vergiani |
|    | Italia (bandiera) |       | Luigi Vetrò     |

## Calciomercato
| Acquisti | Acquisti            | Acquisti            | Acquisti |
| R.       | Nome                | da                  | Modalità |
| -------- | ------------------- | ------------------- | -------- |
| P        | Enzo Bresciani      |                     |          |
| C        | Rudi Abele Compiani |                     |          |
| C        | Raffaele D'Errico   | Salernitana         |          |
|          | Mario Fumai         | Baratta Battipaglia |          |
|          | Guido Del rosso     | Le Signe            |          |

| Cessioni | Cessioni | Cessioni | Cessioni   |
| R.       | Nome     | a        | Modalità   |
| -------- | -------- | -------- | ---------- |
|          |          |          | definitivo |

## Risultati

### Serie C

#### Girone di andata
| 21 ottobre 1945, ore CEST 1ª giornata |  | – Ilva Torrese riposa |  |  |

| Arbitro: | Pasinetti |

|                         |           |  |
| Caroldi 61’, 69’ (rig.) | Marcatori |  |

| 21 ottobre 1945, ore CEST 3ª giornata |  | – Ilva Torrese riposa |  |  |

| Arbitro: | Prandi |

|           |           |  |
| Negri 27’ | Marcatori |  |

| Arbitro: | De Tata |

|                   |           |                               |
| Morgia 63’ (rig.) | Marcatori | 35’ Vetrò 70’ (aut.) Ambrosio |

| Arbitro: | Mosca |

|                            |           |                        |
| Castaldo 31’ Del Rosso 66’ | Marcatori | 77’ Chiesa 85’ Santoro |

| Arbitro: | Scalise |

|                      |           |                         |
| Cucco 5’ Cocozza 35’ | Marcatori | 33’ Castaldo 90’ Marcer |

| Arbitro: | Altomare |

|                      |           |               |
| Fumai 52’ Marcer 87’ | Marcatori | 45’ Ostromann |

| Arbitro: | Pasinetti |

|  |           |                   |
|  | Marcatori | 12’, 41’ Jannucci |

| Arbitro: | Stampacchia |

|                         |           |               |
| Del Rosso 69’ Negri 90’ | Marcatori | 41’ Romagnoli |

| Arbitro: | Cavone |

|  |           |                                                         |
|  | Marcatori | 22’, 23’, 74’ Jannucci 82’ (rig.) Castaldo 86’ Compiani |

| Torre Annunziata 6 gennaio 1946, ore CET 12ª giornata | Ilva Torrese | 0 – 0 | Gladiator | Campo Formisano\| Arbitro: \| Mosca \| |
| Arbitro:                                              | Mosca        |       |           |                                        |

| Arbitro: | Gemini |

|                           |           |  |
| Viani II 75’ Venditto 87’ | Marcatori |  |

#### Girone di ritorno
| 27 gennaio 1946, ore CET 14ª giornata |  | – Ilva Torrese riposa |  |  |

| Napoli 3 febbraio 1946, ore CET 15ª giornata | Ilva Torrese | 0 – 0 | Scafatese |  |

| 10 febbraio 1946, ore CET 16ª giornata |  | – Ilva Torrese riposa |  |  |

| Arbitro: | Cristianziello (Bari) |

|                  |           |              |
| Negro 75’ (rig.) | Marcatori | 10’ Castaldo |

| Arbitro: | Vescovo |

|               |           |            |
| Del Rosso 25’ | Marcatori | 12’ Morgia |

| Arbitro: | Casini |

|  |           |              |
|  | Marcatori | 88’ Mazzetti |

| Arbitro: | Panza |

|              |           |  |
| Castaldo 25’ | Marcatori |  |

| Nocera Inferiore 17 marzo 1946, ore CET 21ª giornata | Nocerina | 0 – 0 | Ilva Torrese | \| Arbitro: \| Rizzo \| |
| Arbitro:                                             | Rizzo    |       |              |                         |

| Torre Annunziata 24 marzo 1946, ore CET 22ª giornata | Ilva Torrese | 0 – 2 A tavolino | Stabia | Campo Formisano |

| Arbitro: | Visconti |

|            |           |  |
| Marino 50’ | Marcatori |  |

| Arbitro: | Capparucci |

|                                   |           |         |
| Marcer 36’ Compiani 71’ Negri 79’ | Marcatori | 7’ Izzo |

| Santa Maria Capua Vetere 25 aprile 1946 Posticipo del 14 aprile, ore CET 25ª giornata | Gladiator | 0 – 0 | Ilva Torrese | \| Arbitro: \| Cavone \| |
| Arbitro:                                                                              | Cavone    |       |              |                          |

| Napoli 21 aprile 1946, ore CET 26ª giornata | Ilva Torrese | 0 – 0 | Benevento | \| Arbitro: \| Giannini \| |
| Arbitro:                                    | Giannini     |       |           |                            |